# Анастасија Нака Спасић
Анастасија Нака Спасић (Оршава, 31. децембар 1864 — Београд, 13. октобар 1953) била је добротвор, хуманитарни радник, покретач, инспиратор и учесница већине значајних иницијатива за пружање помоћи у Србији, у првој половини 20. века. За живота никад није стварала хуманитарне фондове, јер се плашила да ће се ти фондови национализовати, већ је народ даривала само оним што је имала.

## Породица
Била је најстарије дете, од оца Стевана Лујановића, који је био трговац, директор штедионице и почасни конзул Краљевине Србије. Анастасијнина мајка била је Јелисавета Вета Лазаревић, рођена у Неготину, а у Оршаву се преселила код своје тетке Анастасије Теодор, која је била удата за грка Шорђа Теодора, по занимању трговца. Породица Лујановић била је веома имућна, а пребегла је прво живела у Вршцу, да би избегли у Оршаву након претње мађарских комшија, да ће их уколико остану, све убити.

## Биографија
Рођена је 1864. године у Оршави, граду који се данас налази у Румунији. Надимак Нака добила је у раном детињству.
Образовање је стекла у свом дому, јер није хтела да похађа мађарску основну школу, што је у то време била обавеза, с озбиром да је живела на територирији Аустријског царства. Родитељи су Анастасији обезбедили неколико учитеља и у потпуности је подржали у жељи да се школује од куће и да прва слова научи на њеном матерњем, српском језику. У свом дому стекла је широко образовање, а научила је поред матерњег, да течно говори румунски, немачки, француски и енглески језик.
Када је имала 20. година, Анастасија се и поред противљења породидице удала за капетана дунавске пловидбе, Адолфа Хартмана, који је био из Беча. Живела је преко лета у граду Дробета-Турну Северин, док је зиме проводила у Бечу. У браку су провели десет година и нису имали деце. Њен супруг је преминуо од запаљења плућа.
Након смрти супруга, Анастасија је отишла у Чикаго, где је живео њен ујак Михаило Лазаревић, трговар и банкар . У Сједињеним Државама се тада налазио и њен најмлађи брат Милан, који је био изузетно способан и школован човек, који се бавио шпедицијом и био заступник Лајпцишког сајма за Балкан. Анастасија се са братом око 1900. године вратила у Оршаву да живи код родитеља, где је упознала Николу Спасића, српског велетрговца, добротвора и задужбинара, који ју је након неког времена запросио.

## Брак
Анастасија и Никола Спасић склопили су брак у Београду, у Саборној цркви.
 Никола Спасић је као и Анастасија био удовац, који се увелико бавио хуманитарним пословима. Спасићи су поред бављења хуманитарним пословима, почели са одгајањем домаћег и егзотичног биља, а у њиховој породичној кући у Кнез Михаиловој улици број. 33, имали су башту где су поред лимуновог дрвета имали мандарине, ретке трске и палме. На Топчидерском брду, данас делу Дедиња, Анастасија је око летњиковца подигла парк, са ретким растињем, чији део и данас постоји.

## Хуманитарни рад
Поред свог супруга, који се већ дуго бавио хуманитарним радом, Анастасија је под утицајем мужа и прве комшиниције и пријатељице Драге Љочић, развила свој хуманитарни ради.
Поред многобројних даривања Николе Спасића, по наговору своје супруге Анастасије он је закупио зграду Управе монопола, данашњу зграду Филолошког факултета у Кнез Михаиловој улици и од ње прави болницу. У згради поред лекара, радиле су Драга Љочић и Анастасија Спасић, као главна болничарка и њени сестрићи Марија Мата Поповић и Никола Терзић.
Сва храна за рањенике и болеснике припремала се у куњихи Анастасије Спасић, а за то дело Спасићева је одликована орденом Краљевина Србије, Крстом милосрђа
Након завршетка рата и успостављања мира у Србији, Анастасија је сав болнички материјал са лековима поклонила Црвеном крсту.
Недуго након тога, почетком Првог светског рата, где је Спасићева пружила сву неопходну помоћ, рањеним лицима. 
 У договору са Анастасијом, Никола Спасић је свој дом у Кнез Михаиловој улици бр. 33 предао Српскон народном инвалидском фонду Свети Ђорђе.
 Никола Спасић преминуо је на Крфу 1916. године, а његове посмртне остатке у Београд, пренели су Анастасија и њен брат Милан Лујановић.
Након смрти супруга, Спасићева се још више посветила хуманитарним активностима. Била је члан готово свих српских хуманитарних организација, у многима од њих чланица управе, потпредседница или председница. Истовремено је била председница Друштва "Кнегиња Љубица", Дома ученица средњих школа, Дома инвалида Свети Ђорђе, посебне Задужбине Николе Спасића, Друштва насушни хлеб, а чланица управе Црвеног крста, Кола српских сестара, Друштва "Краљ Дечански и многих других.
Није сачувано много доказа о њеном хуманитарном раду у Првом светском рату, јер Спасићева своју документацију није предавала архивама, а многа документа су и спаљена, како до њих не би дошла непријатељска војска, која је националне раднике прогонила и убијала.
Поред свог рада, Спасићева је и финансијски помагала многа друштва. Велика финансијска средства издвајала је за помоћ Српској православној цркви, нарочито цркве у јужној Србији и на Косову и Метохији.
 Велики пријатељ Спасићев Ђорђе Вајферт српски индустријалац и гувернер Народне банке, поклонио је земљиште Друштву београдских жена лекара где је сазидана болница за лечење жена и деце, уз помоћ жена лекара из Шкотске и Анастасије Спасић. И данас се на згради у саставу КБЦ Др Драгиша Мишовић налази табла са именима највећих дародаваца, а међу њима се налази и Анастасија Спасић.
Рад у великом броју друштава је Спасићевој одузимало доста времена, а нарочито због рада у Друштву "Кнегиња Љубица", чије је била председница и чије седиште је било у Штимљу на Косову. Одласци у Штимље били су све чешћи, а тамо је Спасићева заједно са осталим чановима друштва "Кнегиња Љубица", помагала деци без родитеља. Током једног од путовања ка Штимљу, Спасићева је повређена и задобила је напрснуће кука, након којег се опоравила и наставила са својим хуманитарним радом.
Након оснивања друштва "Насушни хлеб", 1927. године у Београду, које је обезбеђивало најсиромашнијим по једну векну хлеба дневно, Спасићева се укључила у рад то друштва и знатно га унапредила, обезбедивши велику финансијску помоћ.
Након почетка Другог светског рата, Спасићева је добила понуду од генерала Милана Недића да прихвати понуду председнице обједињених женских хуманитарних друштава које је хтео да оснује, дошавши лично у њен дом. Спасићева је одбила ту понуду јер је била стара, али је истакла да се неће примирити у свом хуманитарном раду, нарочито у овом ратном добу
Током Другог светског рата, Спасићева је доживела велики број трагедија. Током бомбардовања Београд, 16. априла 1944. године, погинули су јој у Француској улици бр. 11 сестричина Деса Јанковић, са четворо деце и нешто касније сестрић Мата Поповић, током дана Београдске операције. Ипак, Спасићева је имала снаге да свој хуманитарни рад настави и губитка драгих људи.
Након закључивања Версајског споразума сновано је Друштво народа, у којем је Спасићева изабрана за потпредседницу, а од 1937. године била је председница тог друштва.
Након 1944. године Спасићева је постављена на функцију председнице Уније за заштиту деце Србије, на којој је била до 1947. године, када је забрањен рад тог друштва.

## Смрт
Анастасија Нака Спасић преминула је 13. октобра 1953. године у Београду. Сахрањена је на Топчидерском гробљу у цркви Светог Трифуна.
Једна улица и данас, на Дедињу, носи име Наке Спасић